# Windows Embedded Automotive
Windows Embedded Automotive (anche precedentemente noto come Microsoft Auto, Windows CE for Automotive, Windows Automotive, e Windows Mobile for Automotive), è un'estensione del sistema operativo Windows CE sviluppata da Microsoft per l'utilizzo in sistemi embedded automobilistici. È indirizzata specialmente per l'uso in sistemi di infotainment. La versione più recente è la 7.0 distribuita nell'ottobre 2010.
Windows Embedded Automotive è essenzialmente un middleware, da installare sotto forma di Platform Development Kit per Windows CE (la versione 3.x richiede Windows CE 6.0 R2), e fornisce servizi specifici per il collegamento a telefoni cellulari Bluetooth, a dispositivi multimediali (memorie di massa USB, iPod, dispositivi Bluetooth A2DP) e a ricevitori GPS; supporta come metodo primario di interazione la sintesi ed il riconoscimento vocale; implementa i protocolli standard automotive (su tutti, il protocollo CAN).
Lo sviluppo dell'interfaccia uomo-macchina (HMI, Human-Machine Interface) è delegata all'integratore finale del prodotto (si distingue in questo dall'altra piattaforma automotive di Microsoft, Windows Automotive, che fornisce un toolkit per lo sviluppo dell'interfaccia utente). Oltre all'uso della voce, è sempre presente un display, che tuttavia può non essere basato sul tradizionale modello a finestre di Windows, ma può essere limitato ad un display testuale sul cruscotto del veicolo. È comunque richiesto l'uso del modello "GWES" di Windows CE (e in generale di Windows), costituito da finestre e scambio di messaggi, anche qualora il sistema non disponga di un display grafico tradizionale: in questo caso le finestre saranno "virtuali" e saranno utilizzate esclusivamente per lo scambio dei messaggi tra i processi e per la gestione dello "Z-order".